# Amphitrite oculata
Amphitrite oculata är en ringmaskart som beskrevs av Hessle 1917. Amphitrite oculata ingår i släktet Amphitrite och familjen Terebellidae. Inga underarter finns listade i Catalogue of Life.